# Clevedon
Clevedon è una città di 21.957 abitanti nel North Somerset, in Inghilterra.
Il nome deriva dal sassone, 'Cleve' tradotto principalmente col senso di fendere e 'don' che significa collina, infatti la città è costituita da un gruppo di piccole colline lungo il Severn . La città ha una popolazione di 21.957 secondo il censimento del Regno Unito del 2001.

## Storia

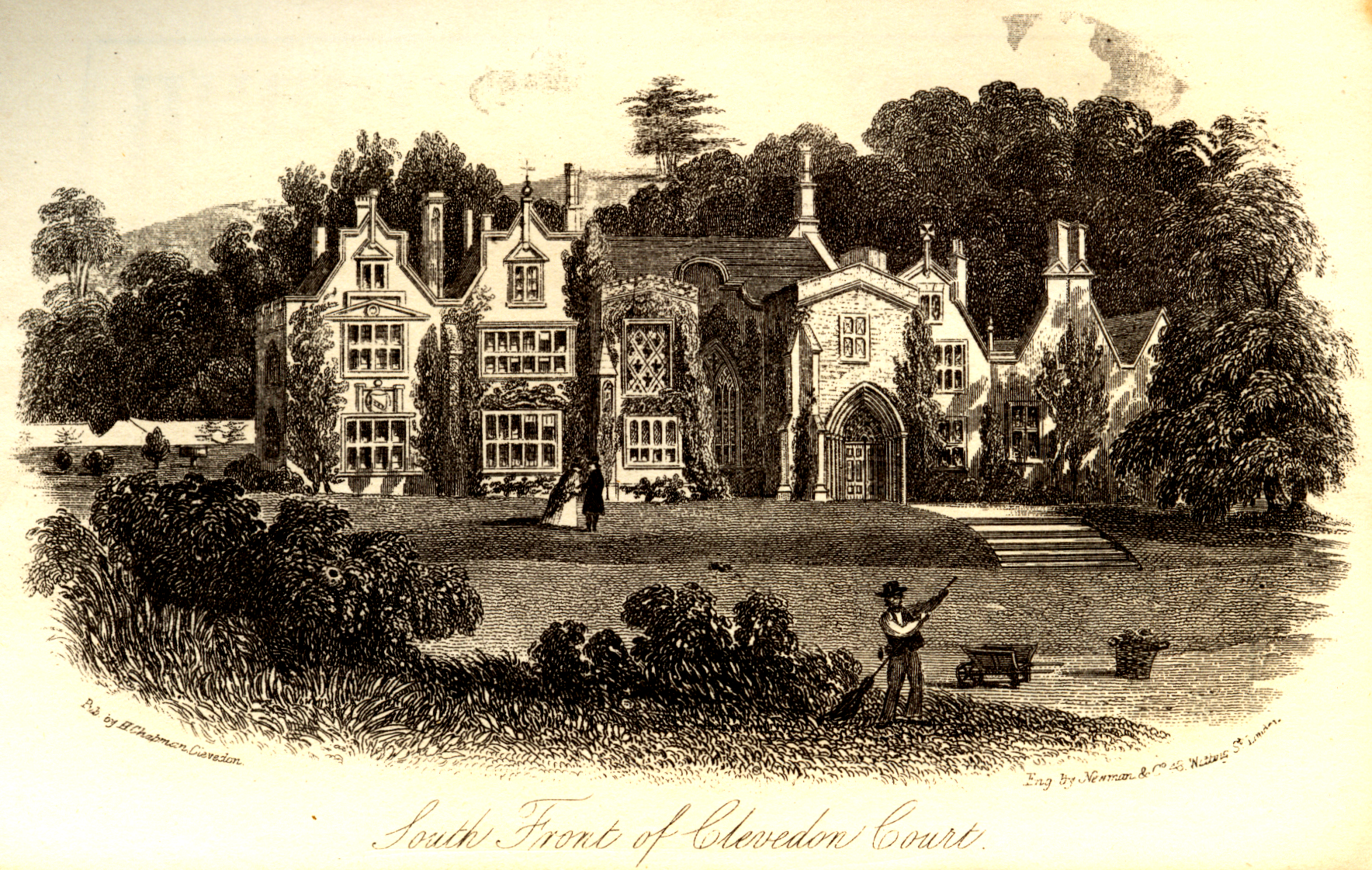
Clevedon Court

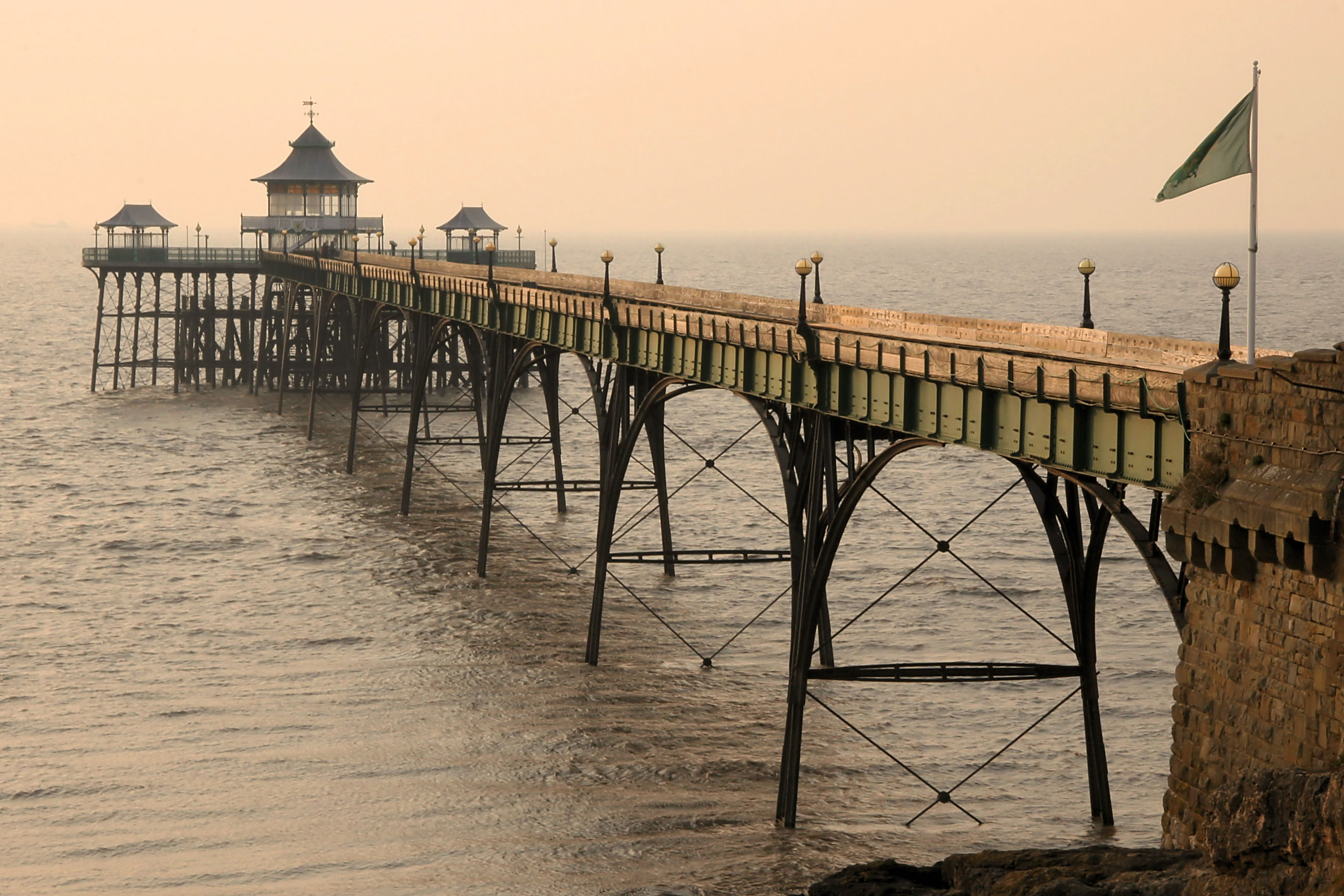
il molo vittoriano di Clevedon

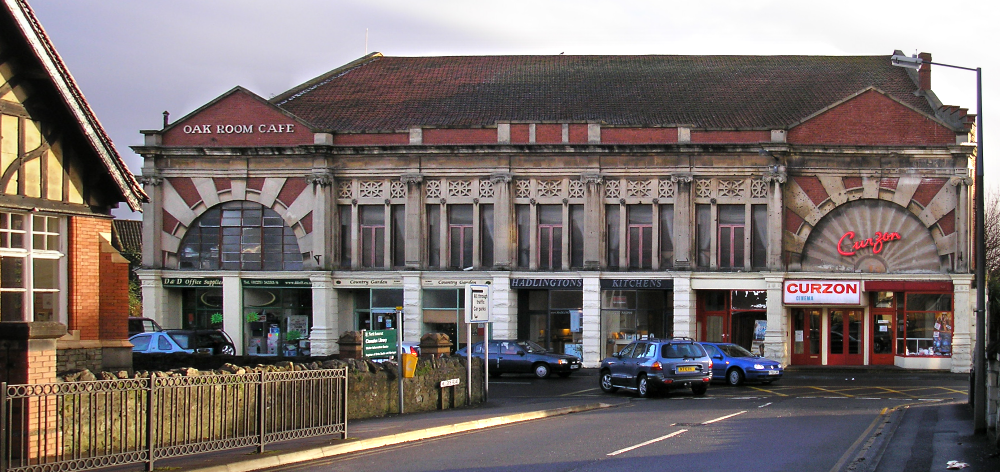
Il Curzon Cinema di Clevedon

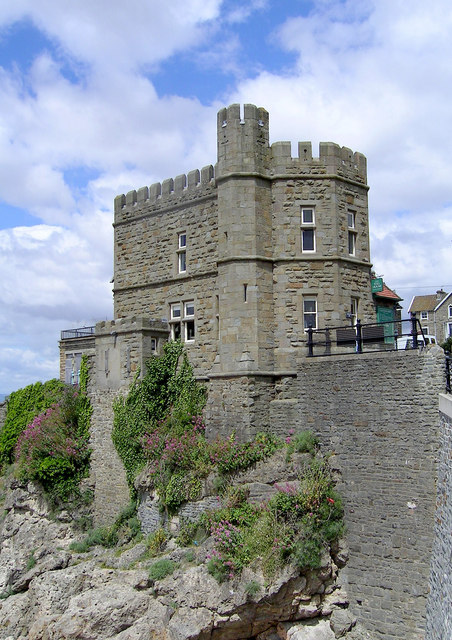

Clevedon è citata nel Domesday Book un famoso censimento del regno datato 1086.
La chiesa di Sant'Andrea ('St. Andrew's'), costruita su una collina nella zona ovest della città, fu costruita nel XIII secolo, anche se vi sono fondamenta sassoni sotto l'edificio attuale, è il luogo di sepoltura di Arthur Hallam, oggetto di alcune liriche del poema In Memoriam A.H.H. composto dal suo amico Lord Tennyson. Altre figure letterarie associate alla città sono Samuel Taylor Coleridge (che trascorse alcuni mesi in un cottage della città dopo il suo matrimonio con Sarah Fricker), William Makepeace Thackeray, e George Gissing.
Clevedon Court si trova sull'altro capo della città, vicino alla strada per Bristol. Si tratta di uno pochi edifici restanti del XIV secolo in Inghilterra, essendo stato costruito da Sir John de Clevedon nel 1320 circa. Dall'inizio del XVIII secolo, La casa è di proprietà della famiglia Elton, i quali sono responsabili dei gran lavori di costruzione e ristrutturazione apportati alla casa e i molti miglioramenti nella città, e persino la casa stessa che è ora di proprietà della National Trust per i luoghi di interesse storico, in associazione con le altre tenute di proprietà della famiglia Elton. Sir Edmund Elton (1846-1920) nella casa conservava una collezione di Ceramiche con una ricca varietà di smalti colorati, tra cui uno smalto dorato di sua invenzione. Anche una torre nel centro della città è decorata con "Elton ware"(decorazioni degli Elton).
Durante l'epoca vittoriana, Clevedon divenne una popolare località balneare. Ed il Clevedon Pier è stato aperto il giorno di Pasqua del 1869, uno dei primi esempi di una molo vittoriano ancora molto in vigore in Inghilterra. Il lungomare si estende per circa un chilometro dal molo di Salthouse Field, e comprende giardini ornamentali, un campo da bocce, dei campi da tennis, dei campi da golf e altri divertimenti. Un'aggiunta a questa lista è il Marine Lake, che è stata una piscina Vittoriana, ed è ora utilizzato per brevi escursioni in barca, così come una piccola festa che si tiene una volta l'anno, dove la gente può sperimentare nuovi sport. Salthouse Field ha una metropolitana leggera che percorre tutto il perimetro ed è ancora usato per corse durante il periodo estivo. La costa di Clevedon è una miscela di ghiaia, spiagge e scogliere rocciose basso, con il vecchio porto che funge da bordo occidentale della città sino alla foce del Land Yeo.
Il luogo è ricordato per il reverendo dottor John Ashley che concepì l'idea di creare la Missione della gente di mare ed il "Poet's Walk" un sentiero nei pressi di Wains Hill e Church Hill, a sud ovest del lungomare, e la parte superiore della città, contiene molti altri sentieri attraverso parchi e aree boschive che sono stati tracciati nel XIX secolo. Il vittoriano entusiasmo per il bagno in mare è stato la base della soddisfazione della fine del XIX secolo con la creazione del lido adiacente al molo (poi demolito, anche se le fondamenta sono ancora visibili), e la spiaggia principale.
Clevedon è stato servito con un breve tratto alla stazione di Yatton, inaugurata nel 1847, sei anni dopo la linea principale. Questo tratto ha continuato a rimanere in funzione per i passeggeri fino al 1961, e il luogo della stazione è ora Queen's Square, un'area commerciale. Un'altra linea ferroviaria era la 'Weston, Clevedon Portishead & Light Railway', che ha aperto nel 1897 e chiuso nel 1940.
Nel XX secolo Clevedon è divenuta popolare per il Curzon cinema che fu costruito in città, che è il più antico cinema costruito appositamente per questo scopo del mondo.

## La città moderna
Clevedon è ora parte del North Somerset, avendo già fatto parte del Somerset tra il 1974 ed il 1996 nella contea di Avon.
Clevedon è presente l'industria leggera, soprattutto nelle aree industriali di Hither Green Trading Estate vicino all'autostrada M5, ma è anche una città dormitorio per Bristol. Il Clerical Medical con le sue pensioni e gli investimenti del gruppo, una parte del HBOS hanno sede nella città.
La Clevedon Community School è una grande scuola secondaria che serve l'intera città e le zone rurali circostanti. Ci sono anche numerose scuole elementari nella città tra cui la Maria Elton Primary School, la scuola elementare Giovanni Evangelista, Yeo Moor Junior School, la scuola dedicata a 'Tutti i Santi' e la St.Nicholas' Chantry, un'altra scuola elementare.
Clevedon si trova su sette colli chiamati Churchill, Wain's Hill, Dial Hill, Stawberry Hill, Castle Hill, Hangstone Hill e la Court Hill. Nelle giornate limpide la vista spazia per tutto l'estuario del Severn ed il Galles. Quando la visibilità è buona in particolare l'isola di Lundy nel Canale di Bristol è visibile.